# Công đồng Quinisext
Công đồng Trullo là công đồng được thừa nhận bởi Chính thống giáo phương Đông được tổ chức ở Constantinople (hay còn gọi là Công đồng Quinisextine – Công đồng thứ năm, sáu) được triệu tập bởi Hoàng đế La Mã Justinian II Rhinotmetus, chủ trì bởi Thượng phụ Phaolô III (687-693) của Constantinople, và sự tham dự của 327 giám mục Đông phương, thiết lập quy chế về trật tử trong giáo hội và các khoản luật mà công đồng Đại kết thứ năm và thứ sáu đã không thể thiết lập.
Về nghệ thuật, Công đồng Quinisext đã xác định những tranh cãi trong lĩnhvực này: sự cấm đoán của những đại diện của thập giá trên vỉa hè nhà thờ (khoản luật 73), sự cấm đoán đại diện của Chúa như là cừu (tiêu chuẩn 82), và lệnh cấm chung chống lại "những hình ảnh, cho dù chúng là tranh hay dưới dạng nào đi chăng nữa, mà thu hút con mắt và làm sai lạc suy nghĩ, và xúi dục nó tới sự nhen nhóm của những vui thú cơ bản" (khoản luật 100).